# Coryphantha
Genre
Classification phylogénétique
Coryphantha est un genre de cactus (Cactaceae) endémique du continent américain.

## Liste d’espèces
Selon ITIS (28 mars 2012) :
- Coryphantha cornifera (DC.) Lem.
- Coryphantha echinus (Engelm.) Britt. & Rose
- Coryphantha macromeris (Engelm.) Lem.
- Coryphantha nickelsiae (K. Brandeg.) Britt. & Rose
- Coryphantha ramillosa Cutak
- Coryphantha recurvata (Engelm.) Britt. & Rose
- Coryphantha scheeri (Muehlenpfordt) L. Benson
- Coryphantha sneedii (Brittin & Rose) Berger
- Coryphantha sulcata (Engelm.) Britt. & Rose

## Notes et références

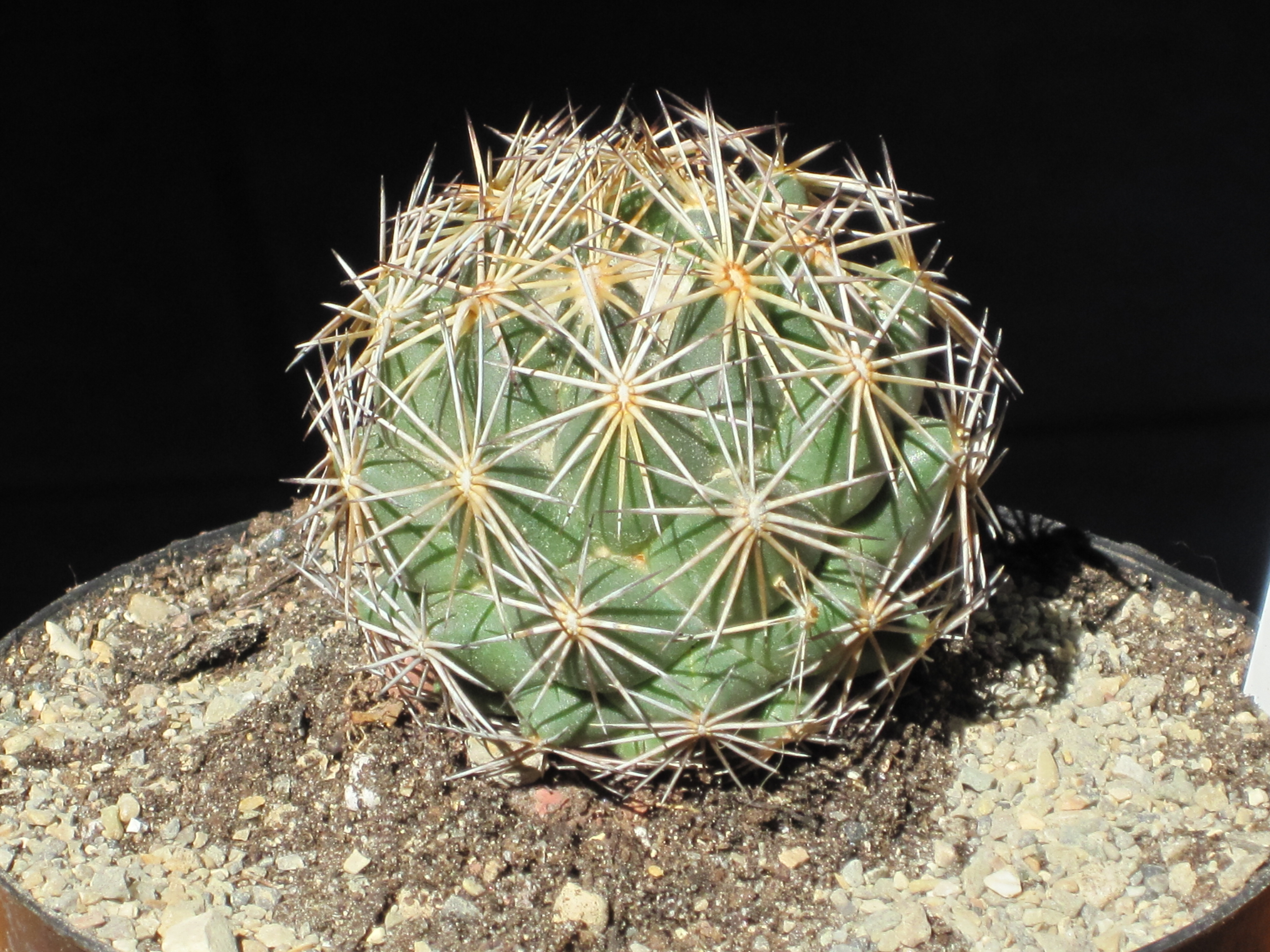
Coryphantha palmeri
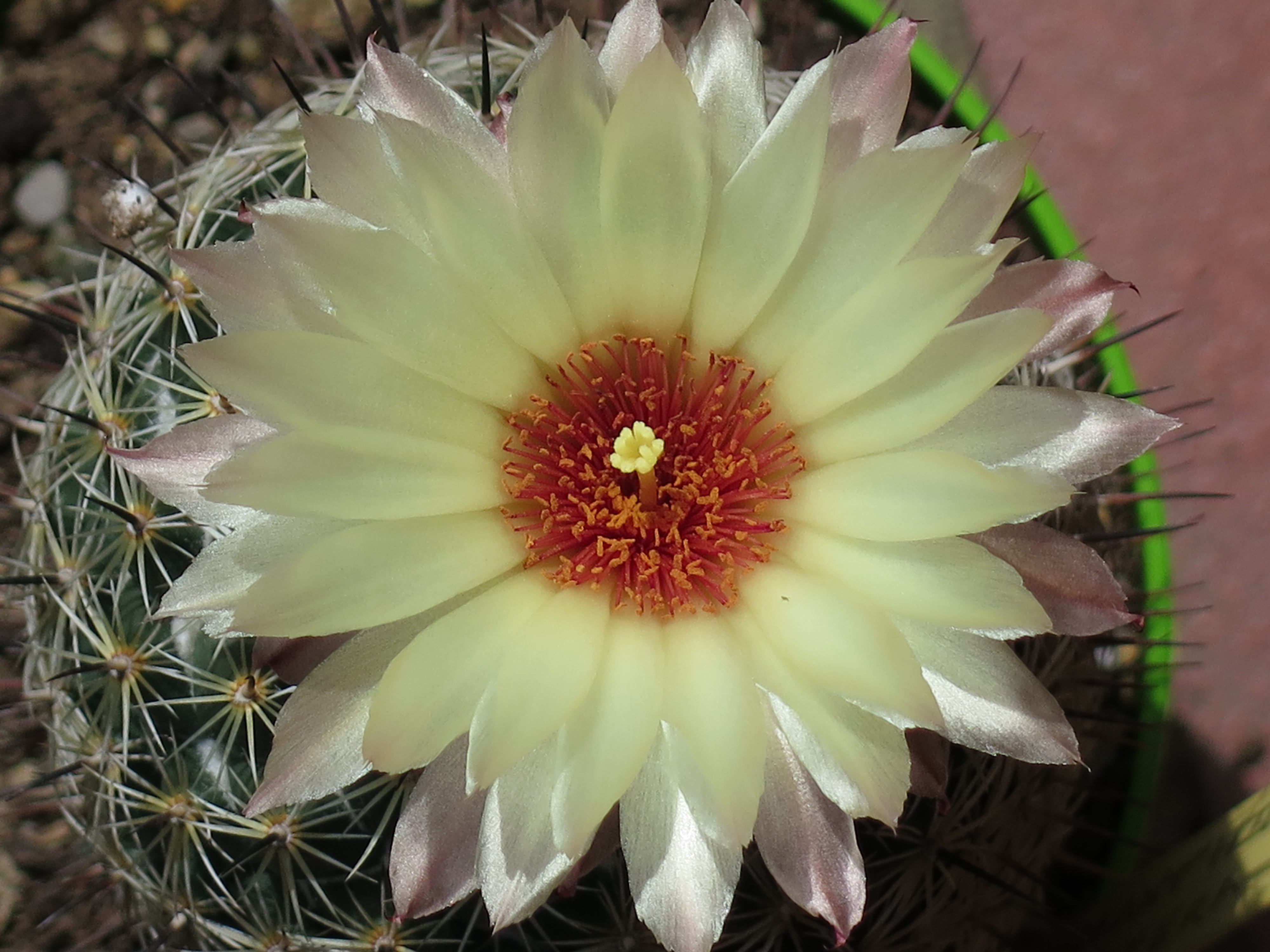
Coryphantha cornifera
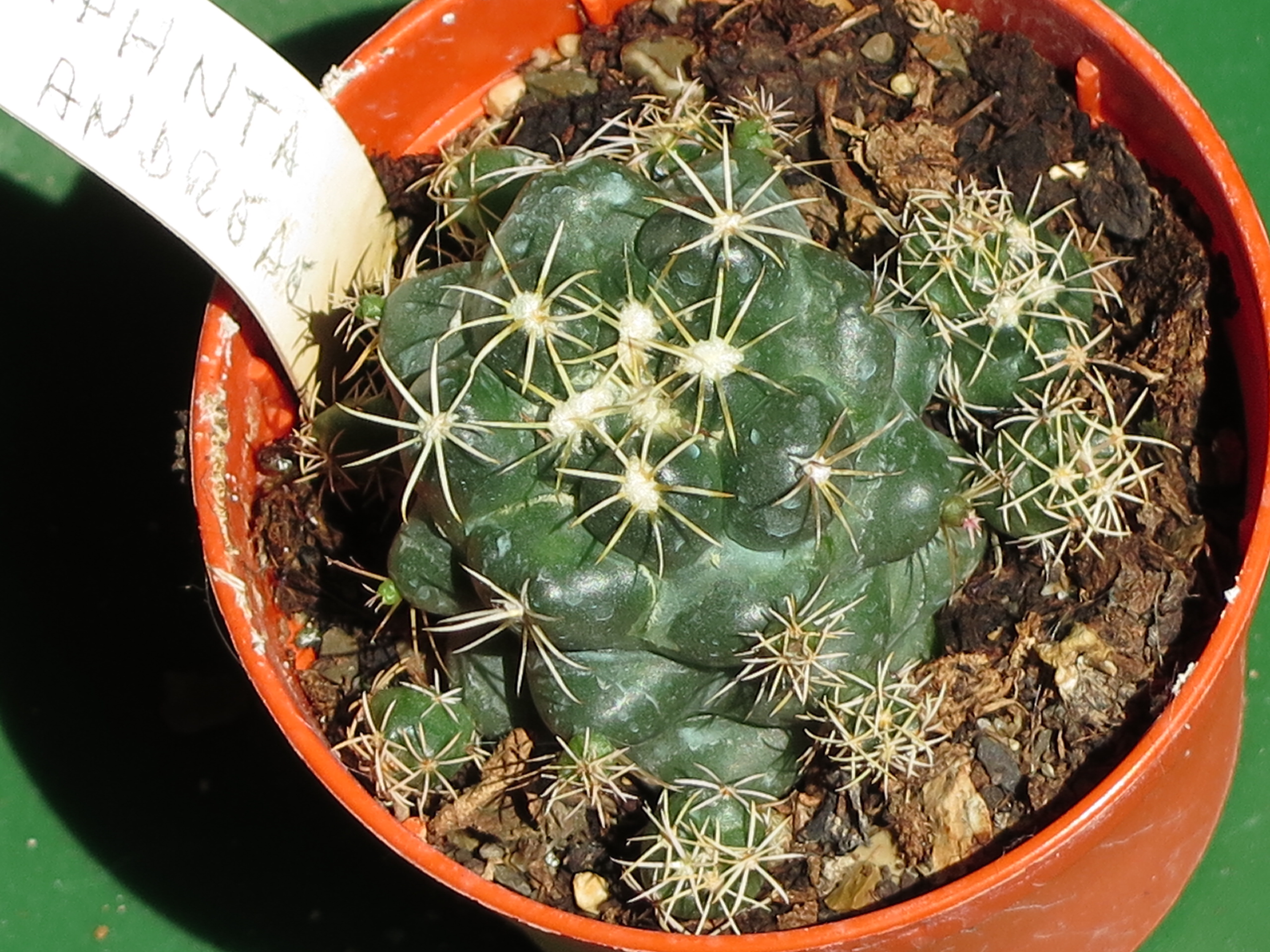
Coryphantha pycnacantha